# FC Dinamo Kutaisi
FC Dinamo Kutaisi là một câu lạc bộ bóng đá Gruzia, chơi ở Kutaisi, thành phố lớn thứ hai Gruzia. Sân nhà của câu lạc bộ là sân vận động Givi Kiladze. Trong suốt giải vô địch Gruzia SSR, FC Dinamo Kutaisi rất nổi tiếng và gặt hái được nhiều danh hiệu và là câu lạc bộ lâu đời nhất ở Kutaisi. Hiện nay, câu lạc bộ đang chơi ở giải Meore Liga, giải hạng ba Gruzia.

## Thành tích
- Georgian SSR Championship:
  - Vô địch: 1946, 1955
  - Huy chương bạc: 1947, 1948, 1952, 1958
  - Huy chương đồng: 1932, 1939, 1943, 1950, 1953, 1954, 1956
- Georgian SSR Cup:
  - Vô địch: 1953, 1955
  - Chung kết: 1944, 1945, 1946, 1951